# Robert Smalls
Robert Smalls (Beaufort, Carolina del Sur; 5 de abril de 1839 - 23 de febrero de 1915) fue un político, autor, hombre de negocios y piloto marítimo norteamericano nacido en la esclavitud, que durante la Guerra de Secesión, logró escapar de la zona confederada y obtuvo la libertad, después de pilotar un barco del ejército confederado desde el puerto de Charleston. Durante el resto del conflicto combatió con el ejército de la unión y después de la guerra fue elegido miembro del Congreso de los Estados Unidos.

## Esclavitud
Robert Smalls nació en 1839 en la esclavitud, hijo de Lidia Polite, una esclava afroamericana que ejercía como sirvienta con la familia McKee, en la localidad de Beaufort, Carolina de Sur. Su padre era probablemente Henry Mckee, el hijo del dueño de la plantación donde vivían Lidia y su hijo Robert.
Él fue enviado cuando tenía 12 años a la ciudad de Charleston, donde después de desempeñar distintas ocupaciones, entró a trabajar en el puerto, en el que aprendió bastante sobre navegación y la conducción de barcos.

## Guerra Civil

### Huida

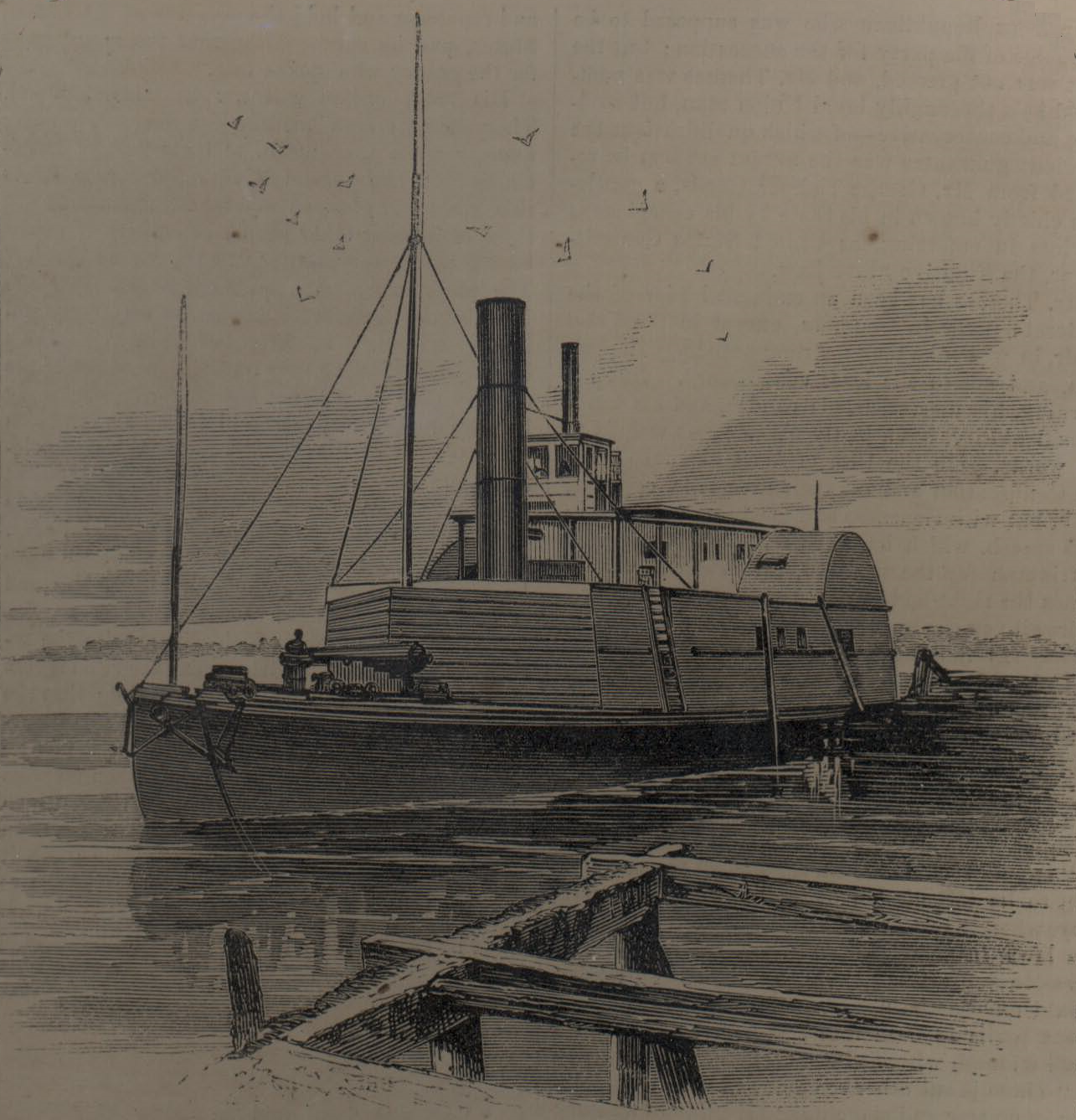
Ilustración del Planter, el barco en el que huyó Smalls, en 1862.

En abril de 1861, comenzó la guerra civil americana, con la Batalla de Fort Sumter, en el cercano puerto de Charlestone. En otoño de ese mismo año, Smalls fue asignado a la tripulación del buque CSS Planter, un transporte militar confederado con armas ligeras. Las labores del Planter eran realizar comunicaciones, el transporte de tropas y suministros, el estudio de las vías acuáticas y la colocación de minas. Smalls pilotaba con habitualidad el barco desde el puerto de Charleston hacia la zona de los ríos y a lo largo de las costas de Carolina del Sur, Georgia y Florida. Desde el puerto de Charleston, Smalls y la tripulación del Planter podían ver la línea de naves de la Unión que formaban el bloqueo externo del puerto, a siete millas de distancia. Smalls supo ganarse la confianza de la tripulación y en abril de 1862, comenzó a planear la huida. Discutió el asunto con los otros esclavos de la tripulación, a excepción de uno en el que no confiaba.
En la noche del 12 de mayo el Planter quedó atracado como de costumbre en el muelle. Los tres oficiales blancos desembarcaron para pasar la noche en tierra, dejando a Smalls y al resto de la tripulación afroamericana a bordo, como era costumbre y en contra de lo que disponían las normas del ejército confederado. Los oficiales serían posteriormente sometidos a consejo de guerra por estos hechos y dos de ellos fueron condenados, aunque las sentencias fueron posteriormente anuladas. Sobre las 3 a. m. del día 13, Smalls y siete de los ocho tripulantes esclavos llevaron a cabo su plan previsto de fuga y encamiron el barco hacia las naves de la Unión que formaban el bloqueo. Smalls se puso el uniforme de oficial y se colocó un sombrero de paja similar al que usaba el capitán, se detuvo en otro de los muelles del puerto para recoger a su esposa e hijos y a las familias de los otros tripulantes.
Smalls guio la nave más allá de los cinco puestos de control confederados sin incidentes, dando las señales correctas en los controles. Smalls copió la forma de vestir, de hablar y de comportarse del capitán del buque y supo engañar al ejército confederado. Al llegar cerca de la flota de la Unión, enarbolaron una sábana blanca, en señal de rendición, uniéndose al ejército de la Unión.
Además de sus propios cañones ligeros, el Planter transportaba cuatro piezas de artillería, 200 libras de municiones. Aunque más valioso, resultaron los libros de códigos del capitán que contenían las claves de señales de la Confederación, y un mapa de las minas y torpedos que habían sido colocados en el puerto de Charleston. Igualmente resultó muy valioso los extensos conocimientos de Smalls de toda la costa de Charleston y la configuración de los sistemas de defensa establecidas. En Port Royal dio información detallada sobre las defensas de Charleston al almirante Samuel Dupont, comandante de la flota de bloqueo. Los oficiales de la Unión se sorprendieron al conocer que, contrariamente a sus cálculos, sólo unos pocos miles de soldados quedaban para proteger la zona, mientras que el resto había sido enviado a Tennessee y Virginia. También conocieron que las fortificaciones de islas Coles en el flanco sur de Charleston estaban siendo abandonadas y quedaban sin protección. Esta información permitió a las fuerzas de la Unión, una semana después, capturar la isla Coles y su cadena de baterías sin entablar batalla. La Unión sostendría la entrada Stono como base de operaciones durante los tres años restantes de la guerra.

### Ejército de la Unión
Debido a su acción, Smalls se convirtió en un héroe en el Norte. Todos los periódicos publicaron el relato de su huida y el Congreso de Estados Unidos lo recompensó. Pasó a ejercer como piloto con la Marina de la unión, aprovechando su conocimiento del ejército sudista. Alcanzó el grado de capitán y fue el capitán del Planter, que había sido incorporado a la flota norteña.

## Después de la guerra

Vista de la casa en Prince Street número 511 de Beaufort, donde Smalls vivió primero como esclavo y que posteriormente adquirió.

Al término de la guerra, Smalls regresó a Beaufort, donde compró la casa de su antiguo propietario, en Prince St, que había sido requisada en 1863 por las autoridades fiscales de la Unión por la negativa de sus propietarios a pagar los impuestos. Su madre vivió con él durante el resto de su vida y permitió que la esposa de su antiguo amo, la anciana Jane Bond McKee, permaneciese en su antiguo hogar hasta su muerte. Smalls aprendió a leer y escribir y compró un edificio de dos pisos en Beaumont para ser utilizado como escuela para los niños afroamericanos.
Empezó su carrera política en los órganos de representación del Estado de Carolina del Sur, en 1868, al ser elegido miembro de la Cámara de Representantes del Estado. En 1870, pasó al Senado del Estado y en 1874, pasó a la política nacional, cuando fue elegido miembro de la Cámara de Representantes de Estados Unidos, en la que ejerció su cargo en 3 legislaturas, entre 1875 y 1879, posteriormente entre 1882 y 1883 y entre 1884 y 1887, durante el denominado periodo de la Reconstrucción. En su actividad política, Smalls fomentó la legislación en Carolina del Sur del primer sistema de educación pública gratuita y obligatoria de Estados Unidos y fundó el Partido Republicano de este Estado. Debido a la Segregación en la reconstrucción, Smalls fue el último republicano que representó al 5.º distrito congresional de Carolina del Sur hasta el año 2010.